# The Chef Show Working
The Chef Show Working est une émission télévisée américaine de cuisine présentée par Jon Favreau et Roy Choi qui a été créée sur Netflix le 7 juin 2019,. Il s'agit d'un spin-off du chef du film Chef, sorti en 2014. Le volume 2 a été créé le 13 septembre 2019 et le volume 3 a été créé le 19 février 2020.

## Synopsis
L'acteur et réalisateur Jon Favreau et le chef Roy Choi embarquent dans une aventure culinaire, pour expérimenter les meilleures recettes et techniques. Ils partagent des repas avec les plus grands noms de la cuisine mais aussi du monde télévisuel.

## Distribution
Sauf indication contraire, les informations mentionnées dans cette section peuvent être confirmées par les bases de données cinématographiques IMDb et Allociné,  présentes dans la section « Liens externes ».
Acteurs principaux
- Jon Favreau (VF : Yann Guillemot) : lui-même
- Roy Choi : lui-même

Invités
- Seth Rogen (VF : Xavier Fagnon) : lui-même
- Gwyneth Paltrow (VF : Barbara Kelsch) : elle-même
- Tom Holland (VF : Hugo Brunswick) : lui-même
- Robert Downey Jr. (VF : Bernard Gabay) : lui-même
- Anthony et Joe Russo : eux-mêmes
- Kevin Feige : lui-même
- Sam Raimi : lui-même